# Ahmad Muhammad Numan
Ahmad Muhammad Numan (arabisch أحمد محمد نعمان, DMG Aḥmad Muḥammad Nuʿmān; * 21. April 1909 in Dhubhan, Nordjemen; † 4. Oktober 1996 in Genf, Schweiz) war ein jemenitischer Politiker. Während seiner Laufbahn hatte er zweimal das Amt des Ministerpräsidenten der Jemenitischen Arabischen Republik (Nordjemen) inne.

## Leben
Innerhalb der republikanischen Führung zählte Numan zusammen mit Hassan al-Amri und Abdul Rahman al-Iriani zum gemäßigten bzw. konservativen Flügel, der den seit 1962 andauernden Bürgerkrieg gegen die Anhänger des gestürzten Imams (Königs) durch einen Ausgleich mit gemäßigten Royalisten und Stammesführern erreichen wollte. Seine erste Amtszeit unter der Präsidentschaft von Abdullah al-Sallal vom 20. April bis zum 6. Juli 1965 war daher von vergeblichen Verhandlungen geprägt. Ein zweites Mal fungierte er als Regierungschef unter Präsident Abdul Rahman al-Iriani vom 3. Mai bis zum 24. August 1971. Beide Male wurde er von Hassan al-Amri abgelöst, in dessen Kabinetten Numan als Vizepremier oder Außenminister wirkte. 
Nach al-Irianis Sturz 1974 emigrierte Ahmad Muhammad Numan nach Saudi-Arabien, Ägypten bzw. in die Schweiz.